# 2021年Billboard Japan Hot Animation1位の一覧
以下は、2021年のBillboard Japan Hot Animationチャートで首位を獲得した作品の一覧である。

## チャート遍歴
| 公開日   | 曲名                       | アーティスト名            | タイアップ                                                                   | 出典   |
| -------- | -------------------------- | ------------------------- | ---------------------------------------------------------------------------- | ------ |
| 1月6日   | 「炎」                     | LiSA                      | 映画『劇場版 鬼滅の刃 無限列車編』主題歌                                     | [ 1 ]  |
| 1月13日  | 「炎」                     | LiSA                      | 映画『劇場版 鬼滅の刃 無限列車編』主題歌                                     | [ 2 ]  |
| 1月20日  | 「炎」                     | LiSA                      | 映画『劇場版 鬼滅の刃 無限列車編』主題歌                                     | [ 3 ]  |
| 1月27日  | 「Grandeur」               | Snow Man                  | テレビ東京系・BSテレビ東京『ブラッククローバー』第13クールオープニングテーマ | [ 4 ]  |
| 2月3日   | 「Grandeur」               | Snow Man                  | テレビ東京系・BSテレビ東京『ブラッククローバー』第13クールオープニングテーマ | [ 5 ]  |
| 2月10日  | 「炎」                     | LiSA                      | 映画『劇場版 鬼滅の刃 無限列車編』主題歌                                     | [ 6 ]  |
| 2月17日  | 「炎」                     | LiSA                      | 映画『劇場版 鬼滅の刃 無限列車編』主題歌                                     | [ 7 ]  |
| 2月24日  | 「独り言で語るくらいなら」 | STU48                     | アニメ映画『サンタ・カンパニー 〜真夏のメリークリスマス〜』エンディング曲    | [ 8 ]  |
| 3月3日   | 「Universe」               | Official髭男dism          | 映画『ドラえもん のび太の宇宙小戦争 2021』主題歌                             | [ 9 ]  |
| 3月10日  | 「炎」                     | LiSA                      | 映画『劇場版 鬼滅の刃 無限列車編』主題歌                                     | [ 10 ] |
| 3月17日  | 「One Last Kiss」          | 宇多田ヒカル              | 映画『シン・エヴァンゲリオン劇場版』テーマソング                             | [ 11 ] |
| 3月24日  | 「One Last Kiss」          | 宇多田ヒカル              | 映画『シン・エヴァンゲリオン劇場版』テーマソング                             | [ 12 ] |
| 3月31日  | 「怪物」                   | YOASOBI                   | テレビアニメ『BEASTARS』第2期オープニングテーマ                              | [ 13 ] |
| 4月7日   | 「怪物」                   | YOASOBI                   | テレビアニメ『BEASTARS』第2期オープニングテーマ                              | [ 14 ] |
| 4月14日  | 「怪物」                   | YOASOBI                   | テレビアニメ『BEASTARS』第2期オープニングテーマ                              | [ 15 ] |
| 4月21日  | 「怪物」                   | YOASOBI                   | テレビアニメ『BEASTARS』第2期オープニングテーマ                              | [ 16 ] |
| 4月28日  | 「怪物」                   | YOASOBI                   | テレビアニメ『BEASTARS』第2期オープニングテーマ                              | [ 17 ] |
| 5月5日   | 「怪物」                   | YOASOBI                   | テレビアニメ『BEASTARS』第2期オープニングテーマ                              | [ 18 ] |
| 5月12日  | 「怪物」                   | YOASOBI                   | テレビアニメ『BEASTARS』第2期オープニングテーマ                              | [ 19 ] |
| 5月19日  | 「怪物」                   | YOASOBI                   | テレビアニメ『BEASTARS』第2期オープニングテーマ                              | [ 20 ] |
| 5月26日  | 「怪物」                   | YOASOBI                   | テレビアニメ『BEASTARS』第2期オープニングテーマ                              | [ 21 ] |
| 6月2日   | 「怪物」                   | YOASOBI                   | テレビアニメ『BEASTARS』第2期オープニングテーマ                              | [ 22 ] |
| 6月9日   | 「怪物」                   | YOASOBI                   | テレビアニメ『BEASTARS』第2期オープニングテーマ                              | [ 23 ] |
| 6月16日  | 「怪物」                   | YOASOBI                   | テレビアニメ『BEASTARS』第2期オープニングテーマ                              | [ 24 ] |
| 6月23日  | 「怪物」                   | YOASOBI                   | テレビアニメ『BEASTARS』第2期オープニングテーマ                              | [ 25 ] |
| 6月30日  | 「怪物」                   | YOASOBI                   | テレビアニメ『BEASTARS』第2期オープニングテーマ                              | [ 26 ] |
| 7月7日   | 「BURN」                   | NEWS                      | 日本テレビ系アニメ『半妖の夜叉姫』壱の章第2クールオープニングテーマ          | [ 27 ] |
| 7月14日  | 「怪物」                   | YOASOBI                   | テレビアニメ『BEASTARS』第2期オープニングテーマ                              | [ 28 ] |
| 7月21日  | 「Cry Baby」               | Official髭男dism          | テレビアニメ『東京リベンジャーズ』オープニングテーマ                         | [ 29 ] |
| 7月28日  | 「U」                      | millenniumparade×Belle    | 映画『竜とそばかすの姫』メインテーマ                                         | [ 30 ] |
| 8月4日   | 「U」                      | millenniumparade×Belle    | 映画『竜とそばかすの姫』メインテーマ                                         | [ 31 ] |
| 8月11日  | 「Cry Baby」               | Official髭男dism          | テレビアニメ『東京リベンジャーズ』オープニングテーマ                         | [ 32 ] |
| 8月18日  | 「Cry Baby」               | Official髭男dism          | テレビアニメ『東京リベンジャーズ』オープニングテーマ                         | [ 33 ] |
| 8月25日  | 「U」                      | millennium parade × Belle | 映画『竜とそばかすの姫』メインテーマ                                         | [ 34 ] |
| 9月1日   | 「Cry Baby」               | Official髭男dism          | テレビアニメ『東京リベンジャーズ』オープニングテーマ                         | [ 35 ] |
| 9月8日   | 「Cry Baby」               | Official髭男dism          | テレビアニメ『東京リベンジャーズ』オープニングテーマ                         | [ 36 ] |
| 9月15日  | 「Cry Baby」               | Official髭男dism          | テレビアニメ『東京リベンジャーズ』オープニングテーマ                         | [ 37 ] |
| 9月22日  | 「Cry Baby」               | Official髭男dism          | テレビアニメ『東京リベンジャーズ』オープニングテーマ                         | [ 38 ] |
| 9月29日  | 「Cry Baby」               | Official髭男dism          | テレビアニメ『東京リベンジャーズ』オープニングテーマ                         | [ 39 ] |
| 10月6日  | 「Cry Baby」               | Official髭男dism          | テレビアニメ『東京リベンジャーズ』オープニングテーマ                         | [ 40 ] |
| 10月13日 | 「Cry Baby」               | Official髭男dism          | テレビアニメ『東京リベンジャーズ』オープニングテーマ                         | [ 41 ] |
| 10月20日 | 「Cry Baby」               | Official髭男dism          | テレビアニメ『東京リベンジャーズ』オープニングテーマ                         | [ 42 ] |
| 10月27日 | 「明け星」                 | LiSA                      | テレビアニメ『鬼滅の刃』無限列車編オープニングテーマ                         | [ 43 ] |
| 11月3日  | 「Cry Baby」               | Official髭男dism          | テレビアニメ『東京リベンジャーズ』オープニングテーマ                         | [ 44 ] |
| 11月10日 | 「Cry Baby」               | Official髭男dism          | テレビアニメ『東京リベンジャーズ』オープニングテーマ                         | [ 45 ] |
| 11月17日 | 「Cry Baby」               | Official髭男dism          | テレビアニメ『東京リベンジャーズ』オープニングテーマ                         | [ 46 ] |
| 11月24日 | 「明け星」                 | LiSA                      | テレビアニメ『鬼滅の刃』無限列車編オープニングテーマ                         | [ 47 ] |
| 12月1日  | 「覚醒」                   | 22/7                      | テレビアニメ『22/7』                                                         | [ 48 ] |
| 12月8日  | 「Cry Baby」               | Official髭男dism          | テレビアニメ『東京リベンジャーズ』オープニングテーマ                         | [ 49 ] |
| 12月15日 | 「残響散歌」               | Aimer                     | テレビアニメ『鬼滅の刃 遊郭編』オープニングテーマ                            | [ 50 ] |
| 12月22日 | 「残響散歌」               | Aimer                     | テレビアニメ『鬼滅の刃 遊郭編』オープニングテーマ                            | [ 51 ] |
| 12月29日 | 「残響散歌」               | Aimer                     | テレビアニメ『鬼滅の刃 遊郭編』オープニングテーマ                            | [ 52 ] |